# Dolmen de l'Oliveda d'en David
Le dolmen de l'Oliveda d'en David est un dolmen situé à Salses-le-Château, dans le département français des Pyrénées-Orientales

## Historique
Le dolmen a été découvert en 1977 par A. Vignaud au lieu-dit Pla de Les Arques et fouillé en 1992-1993 par J.-M. Bocquenet. Il avait été en grande partie détruit par des fouilles clandestines. Selon Abélanet, la toponymie laisse supposer qu'il y aurait eu plusieurs sépultures dolméniques sur le plateau environnant mais aucune autre n'a été découverte.

## Description
Le dolmen a été édifié en bordure du plateau de l'Oliva d'en David dominant l'Étang de Leucate. C'est un dolmen de type simple, semi-enterré dans un tumulus de forme circulaire d'environ 6 m de diamètre ceinturé par un péristhalithe constitué de pierres dressées de chant. La chambre est délimitée par trois orthostates d'environ 1,20 m de longueur. Elle de forme très légèrement trapézoïdale et mesure 1,70 m de long sur 1,40 m de large. La dalle de couverture a été brisée et les fragments dispersés sur le tumulus. Toutes les dalles sont en calcaire, du Jurassique supérieur et du Crétacé inférieur, d'origine locale. 

## Matériel archéologique
L'étude des 347 ossements (dont 1 crâne pratiquement complet) découverts indique qu'ils correspondent à un minimum de cinq individus dont quatre adultes et un jeune de moins de quinze ans. Le mobilier archéologique comprend essentiellement de la céramique (fragments de vases carénés et tessons indéterminables), un éclat de silex et un fragment de test de coquillage de type cardium. L’homogénéité du mobilier permet de le dater du Bronze ancien.